# Enzo Dal Dan
Enzo Dal Dan, detto anche Dal Dan IV (Udine, 2 ottobre 1900 – Busto Arsizio, 10 novembre 1968), è stato un calciatore italiano, di ruolo attaccante.

## Carriera
Con l'Udinese disputa 19 gare nei campionati di Prima Divisione 1921-1922 e Prima Divisione 1922-1923. Poi gioca con il Legnano, di nuovo a Udine, con la Pro Patria, il Seregno e la Gallaratese. Gioca una sola partita in Serie A con la Pro Patria nella stagione 1930-31, il 23 novembre 1930 la partita Brescia-Pro Patria (3-1).